# Coppa CEV (maschile)
La Coppa CEV è, in ordine di importanza, la seconda competizione europea di pallavolo per club. L'attuale torneo non deve essere confuso con la Coppa CEV che si disputò fino al 2007, essendo essa la terza manifestazione in ordine d'importanza.
Il secondo trofeo continentale prese il via nel 1972 con il nome di Coppa delle Coppe, denominazione che mantenne fino al 2000; da allora, e fino al 2007, il trofeo si chiamò Top Teams Cup. La riforma delle manifestazioni internazionali avvenuta ad aprile del 2007 rinominò questa competizione in Coppa CEV. Il trofeo precedentemente chiamato Coppa CEV ha assunto ora la denominazione di Challenge Cup.

## Denominazione
- 1972 - 2000: Coppa delle Coppe
- 2000 - 2007: Top Teams Cup
- 2007 - : Coppa CEV

## Albo d'oro
| Edizione                                                        | Edizione                 | Podio                | Podio                 | Podio              |
| Anno                                                            | Sede della finale        | Campione             | Seconda               | Terza              |
| --------------------------------------------------------------- | ------------------------ | -------------------- | --------------------- | ------------------ |
| Dal 1972 al 2000 la competizione è denominata Coppa delle Coppe |                          |                      |                       |                    |
| 1972-73 Dettagli                                                | -                        | Zvezda Vorošilovgrad | Csepel                | Levski-Spartak     |
| 1973-74 Dettagli                                                | -                        | Radiotechnik         | Zvezda Vorošilovgrad  | Rzeszów            |
| 1974-75 Dettagli                                                | -                        | Radiotechnik         | Újpesti Dózsa         | Levski-Spartak     |
| 1975-76 Dettagli                                                | -                        | CSKA Sofia           | VKP Bratislava        | Torino             |
| 1976-77 Dettagli                                                | -                        | Radiotechnik         | Steaua Bucarest       | Odolena Voda       |
| 1977-78 Dettagli                                                | Assen                    | Odolena Voda         | AZS Olsztyn           | Catania            |
| 1978-79 Dettagli                                                | -                        | Dinamo Bucarest      | Rudá Hvězda Praha     | Levski-Spartak     |
| 1979-80 Dettagli                                                | -                        | Panini               | Panathīnaïkos         | Odolena Voda       |
| 1980-81 Dettagli                                                | -                        | VKP Bratislava       | Steaua Bucarest       | Avtomobilist       |
| 1981-82 Dettagli                                                | -                        | Avtomobilist         | Levski-Spartak        | Steaua Bucarest    |
| 1982-83 Dettagli                                                | -                        | Avtomobilist         | Torino                | Vojvodina          |
| 1983-84 Dettagli                                                | -                        | Torino               | Pòrtol                | Asnières           |
| 1984-85 Dettagli                                                | -                        | Dinamo Moskovskaja   | Levski-Spartak        | Steaua Bucarest    |
| 1985-86 Dettagli                                                | Pireo                    | Panini               | Steaua Bucarest       | CSKA Sofia         |
| 1986-87 Dettagli                                                | -                        | Zinella Bologna      | Levski-Spartak        | Bosna Sarajevo     |
| 1987-88 Dettagli                                                | Bologna                  | Parma                | Zinella Bologna       | Levski-Spartak     |
| 1988-89 Dettagli                                                | -                        | Parma                | Levski-Spartak        | Panathīnaïkos      |
| 1989-90 Dettagli                                                | -                        | Parma                | Treviso               | Dinamo Moskovskaja |
| 1990-91 Dettagli                                                | -                        | Gabeca               | Avtomobilist          | Fréjus             |
| 1991-92 Dettagli                                                | -                        | Gabeca               | Gonzaga Milano        | Moerser            |
| 1992-93 Dettagli                                                | -                        | Gonzaga Milano       | Cannes                | Gabeca             |
| 1993-94 Dettagli                                                | -                        | Treviso              | Gonzaga Milano        | Cannes             |
| 1994-95 Dettagli                                                | Ginevra                  | Daytona              | Numancia              | Roeselare          |
| 1995-96 Dettagli                                                | Pireo                    | Olympiakos           | Bayer Wuppertal       | Capelle            |
| 1996-97 Dettagli                                                | Salonicco                | Cuneo                | Olympiakos            | Belogor'e          |
| 1997-98 Dettagli                                                | Cuneo                    | Cuneo                | Olympiakos            | Castêlo da Maia    |
| 1998-99 Dettagli                                                | Istanbul                 | Cannes               | Cuneo                 | Izumrud            |
| 1999-00 Dettagli                                                | Atene                    | Paris                | Cuneo                 | AEK Atene          |
| Dal 2000 al 2007 la competizione è denominata Top Teams Cup     |                          |                      |                       |                    |
| 2000-01 Dettagli                                                | Ereğli                   | Espinho              | Izumrud               | Almería            |
| 2001-02 Dettagli                                                | Częstochowa              | Roeselare            | Espinho               | AZS Częstochowa    |
| 2002-03 Dettagli                                                | Apeldoorn                | Dynamo Apeldoorn     | Lokomotyv Charkiv     | Omniworld          |
| 2003-04 Dettagli                                                | Innsbruck                | Lokomotyv Charkiv    | Tulcea                | Tirol              |
| 2004-05 Dettagli                                                | Pireo                    | Olympiakos           | Nesselande            | Dukla Liberec      |
| 2005-06 Dettagli                                                | Maiorca                  | Pallavolo Piacenza   | Pòrtol                | Panathīnaïkos      |
| 2006-07 Dettagli                                                | Modena                   | Autocommerce         | Modena                | Iskra Odincovo     |
| Dal 2007 la competizione è denominata Coppa CEV                 |                          |                      |                       |                    |
| 2007-08 Dettagli                                                | Roma                     | M. Roma              | Maaseik               | Budvanska rivijera |
| 2008-09 Dettagli                                                | Atene                    | Lokomotiv-Belogor'e  | Panathīnaïkos         | Piemonte           |
| 2009-10 Dettagli                                                | Maaseik                  | Piemonte             | Iskra Odincovo        | Maaseik            |
| 2010-11 Dettagli                                                | Belluno Kędzierzyn-Koźle | Treviso              | ZAKSA                 | -                  |
| 2011-12 Dettagli                                                | Rzeszów Mosca            | Dinamo Mosca         | Asseco Resovia        | -                  |
| 2012-13 Dettagli                                                | Latina Ankara            | Halkbank             | Top Volley Latina     | -                  |
| 2013-14 Dettagli                                                | Nižnij Novgorod Parigi   | Paris                | Gubernija             | -                  |
| 2014-15 Dettagli                                                | Trento Mosca             | Dinamo Mosca         | Trentino              | -                  |
| 2015-16 Dettagli                                                | Berlino Surgut           | Charlottenburg       | Gazprom-Jugra         | -                  |
| 2016-17 Dettagli                                                | Trento Tours             | Tours                | Trentino              | -                  |
| 2017-18 Dettagli                                                | Belgorod Ankara          | Belogor'e            | Ziraat Bankası        | -                  |
| 2018-19 Dettagli                                                | Trento Istanbul          | Trentino             | Galatasaray           | -                  |
| 2019-20 Dettagli                                                | Non assegnata            | Non assegnata        | Non assegnata         | Non assegnata      |
| 2020-21 Dettagli                                                | Mosca San Pietroburgo    | Dinamo Mosca         | Zenit San Pietroburgo | -                  |
| 2021-22 Dettagli                                                | Monza Tours              | Milano               | Tours                 | -                  |
| 2022-23 Dettagli                                                | Modena Roeselare         | Modena               | Roeselare             | -                  |
| 2023-24 Dettagli                                                | Luneburgo Rzeszów        | Asseco Resovia       | Lüneburg              | -                  |
| 2024-25 Dettagli                                                | Rzeszów Ankara           | Ziraat Bankası       | Asseco Resovia        | -                  |

## Palmarès per club
| Squadra           | Titolo | Edizione                           |
| ----------------- | ------ | ---------------------------------- |
| Dinamo Mosca      | 4      | 1984-85, 2011-12, 2014-15, 2020-21 |
| Modena            | 4      | 1979-80, 1985-86, 1994-95, 2022-23 |
| Radiotechnik      | 3      | 1973-74, 1974-75, 1976-77          |
| Parma             | 3      | 1987-88, 1988-89, 1989-90          |
| Piemonte          | 3      | 1996-97, 1997-98, 2009-10          |
| Avtomobilist      | 2      | 1981-82, 1982-83                   |
| Gabeca            | 2      | 1990-91, 1991-92                   |
| Treviso           | 2      | 1993-94, 2010-11                   |
| Olympiakos        | 2      | 1995-96, 2004-05                   |
| Paris             | 2      | 1999-00, 2013-14                   |
| Belogor'e         | 2      | 2008-09, 2017-18                   |
| Dynamo Luhans'k   | 1      | 1972-73                            |
| CSKA Sofia        | 1      | 1975-76                            |
| Odolena Voda      | 1      | 1977-78                            |
| Dinamo Bucarest   | 1      | 1978-79                            |
| VKP Bratislava    | 1      | 1980-81                            |
| Torino            | 1      | 1983-84                            |
| Zinella Bologna   | 1      | 1986-87                            |
| Gonzaga Milano    | 1      | 1992-93                            |
| Cannes            | 1      | 1998-99                            |
| Espinho           | 1      | 2000-01                            |
| Roeselare         | 1      | 2001-02                            |
| Dynamo Apeldoorn  | 1      | 2002-03                            |
| Lokomotyv Charkiv | 1      | 2003-04                            |
| Piacenza          | 1      | 2005-06                            |
| Autocommerce      | 1      | 2006-07                            |
| M. Roma           | 1      | 2007-08                            |
| Halkbank          | 1      | 2012-13                            |
| Charlottenburg    | 1      | 2015-16                            |
| Tours             | 1      | 2016-17                            |
| Trentino          | 1      | 2018-19                            |
| Milano            | 1      | 2021-22                            |
| Asseco Resovia    | 1      | 2023-24                            |
| Ziraat Bankası    | 1      | 2024-25                            |

## Palmarès per nazioni
| Nazione          | Titolo |
| ---------------- | ------ |
| Italia           | 21     |
| Unione Sovietica | 7      |
| Russia           | 5      |
| Francia          | 4      |
| Grecia           | 2      |
| Cecoslovacchia   | 2      |
| Turchia          | 2      |
| Belgio           | 1      |
| Bulgaria         | 1      |
| Germania         | 1      |
| Paesi Bassi      | 1      |
| Polonia          | 1      |
| Portogallo       | 1      |
| Romania          | 1      |
| Slovenia         | 1      |
| Ucraina          | 1      |